# Reg Armstrong
Reginald "Reg" Armstrong (Liverpool, 5 september 1926 - Avoca, 24 november 1979) was een Iers motorcoureur in de jaren veertig en de jaren vijftig. In de jaren zestig was hij teammanager van het wegraceteam van Honda.

## Eerste jaren
Reg Armstrong werd in 1926 geboren in Liverpool, maar het gezin verhuisde binnen enkele jaren naar Dublin. De familie was niet rijk, maar Frederick Wrench Armstrong, de vader van Reg, had een goed lopende autohandel en hij steunde zijn zoon zo veel hij kon. Zijn neef Harry Lindsay leerde Reg motorrijden tijdens de Tweede Wereldoorlog. Ze reden allebei op Nortons van het model 16H. Toen er benzineschaarste ontstond gingen ze allebei bij de Ierse strijdkrachten. In 1946 reed Armstrong een vooroorlogse 350 cc Norton M40 tijdens de races bij Bangor Castle in Noord-Ierland. Bij zijn tweede race, de Mid-Antrim 150 handicaprace, werd hij vijfde en hij viel uit tijdens de Skerries 100. Hij schreef zich in voor de Manx Grand Prix van 1946, maar hij werd geweigerd omdat hij 18 jaar werd op de dag van de race. In 1947 leende hij een 500 cc motor die hij in zijn Norton bouwde en startte zonder succes in de Manx Grand Prix van dat jaar. In 1948 won hij de Skerries 100 met een door Tom Arter geprepareerde AJS Boy Racer. Daarop kocht hij met hulp van zijn neef Harry een Triumph T100GP. Daarmee reed hij de snelste ronde tijdens de Cookstown 100. Die snelle ronde verbeterde hij in 1949 met dezelfde motorfiets. 

## Profcarrière
- 1949: Hij werd door AJS uitgenodigd om de nieuwe 500 cc AJS E90 te rijden in Ansty. Hier werd hij vierde. Daarop nam AJS hem aan als fabrieksrijder voor het nieuwe wereldkampioenschap wegrace. Met de E90 "Porcupine" startte hij alleen in de Senior TT, waar hij zevende werd, maar met de 350 cc Boy Racer werd hij vijfde in de Junior TT, zesde in België en derde in de Ulster Grand Prix. Hij werd tweede in de eindstand van de 350 cc klasse achter Freddie Frith (Velocette).
- 1950: In 1950 reed hij voor Velocette. In de Junior TT kwam hij niet aan de finish, in de Senior TT werd hij zesde. In de 500 cc klasse eindigde hij als zeventiende nadat hij in België achtste was geworden en ook in Monza was uitgevallen. In de 350 cc klasse werd hij vijfde door een vijfde plaats in Assen, een vierde plaats in Zwitserland en een tweede plaats in Ulster.
- 1951: In 1951 reed hij weer voor AJS, maar hij viel vaak uit. In de 500 cc klasse werd hij zesde in het wereldkampioenschap, in de 350 cc klasse zevende. Hierna kreeg hij een plaats in het fabrieksteam van Norton voor 1952 aangeboden.
- 1952: Hij won zijn eerste race, de Leinster 200. Bij de openingswedstrijd van het wereldkampioenschap, de Grand Prix van Zwitserland, verongelukte zijn jonge teamgenoot Dave Bennett. De Nortons ondervonden grote problemen door de slechte lokale benzine, en ook Reg Armstrong viel uit in die wedstrijd. Daarna won hij de Senior TT en de Grand Prix van Duitsland. Hij werd met zijn derde plaats in de eindstand van de 500 cc klasse de beste Norton-coureur, maar de 500 cc machines van Gilera en MV Agusta waren toen al beter. In de 350 cc klasse werd hij tweede achter zijn teamgenoot Geoff Duke.
- 1953: In de jaren vijftig was het heel gewoon dat de grote Italiaanse teams Britse topcoureurs in dienst namen. Bij Gilera was vooral directeur Giuseppe Gilera daar geen voorstander van, maar hij werd overtuigd door zijn teammanager, Piero Taruffi. In 1953 trok Gilera Geoff Duke, Reg Armstrong en Dickie Dale aan om met de 500 cc viercilinder te rijden. Het werd een groot succes: Duke werd wereldkampioen en Armstrong werd tweede in de 500 cc klasse. Reg Armstrong reed met een NSU in de 125 cc klasse en de 250 cc klasse. In de 125 cc werd hij negende dankzij een derde plaats in Ulster. In de 250 cc klasse won hij twee wedstrijden (Ulster en Zwitserland) en werd hij tweede in de eindstand achter zijn teamgenoot Werner Haas.
- 1954: In 1954 pakte Reg Armstrong in de 250 cc klasse alleen punten in de Lightweight TT. In de eindstand werd hij slechts negende. In de 500 cc klasse was Geoff Duke vrijwel niet te kloppen. Reg Armstrong viel in drie wedstrijden uit en eindigde als vijfde in het wereldkampioenschap.
- 1955: Intussen had hij een eigen motorzaak geopend (hij was dealer van het merk NSU), die steeds meer van zijn tijd vroeg. In 1955 reed hij dan ook alleen nog in de 500 cc klasse. Hij won de openingsrace (de GP van Spanje) waarin Duke uitviel. Armstrong viel ook twee keer uit, maar in de rest van het seizoen pakte hij uitsluitend podiumplaatsen. Hij eindigde als tweede in het kampioenschap.

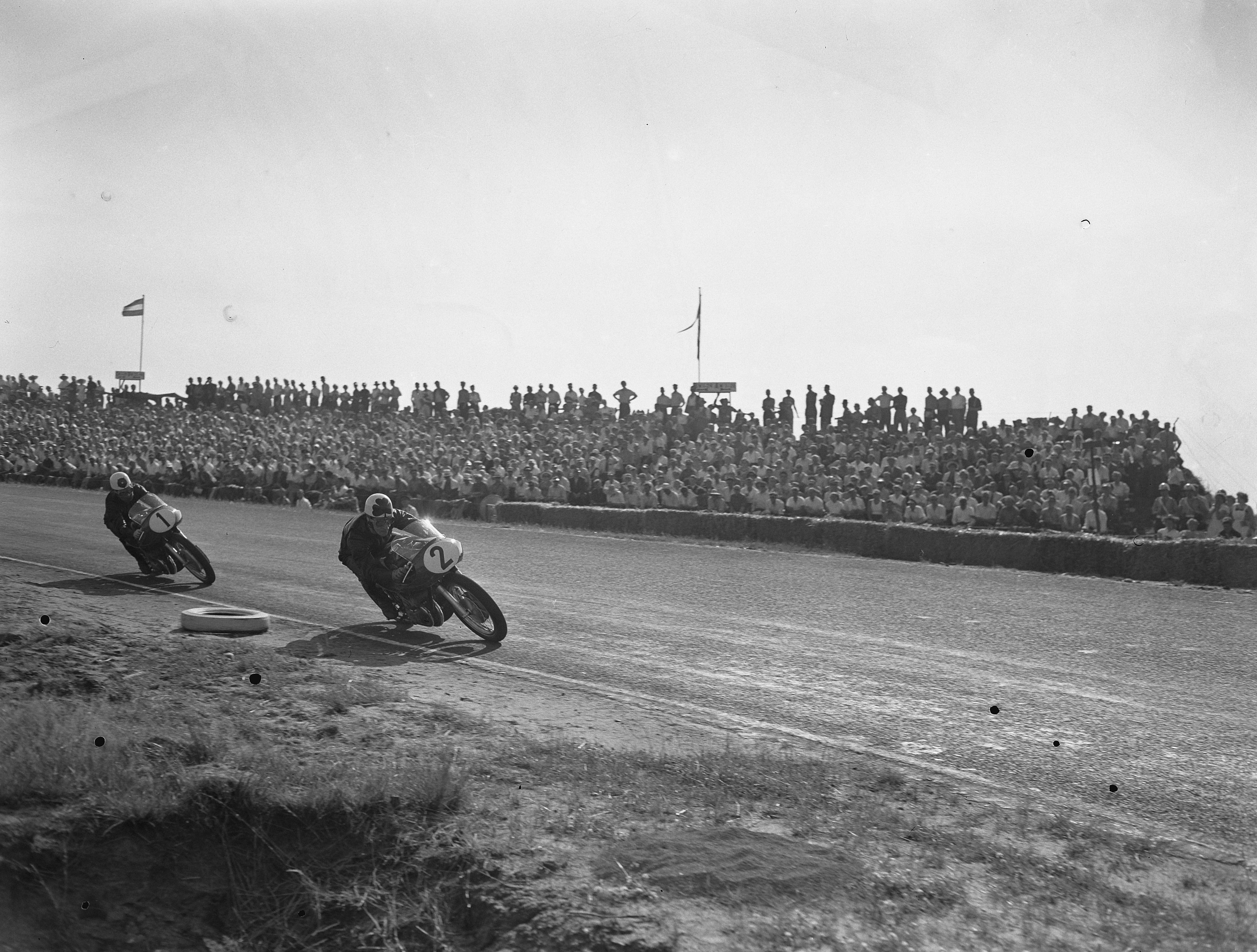
Coureurs in de bocht tijdens de TT van Assen (no. 2 Reg Armstrong)

- 1956: Het seizoen 1956 begon erg slecht voor het team van Gilera, want de meeste coureurs waren gediskwalificeerd gedurende de eerste twee GP's. Ze waren in 1955 in Assen opgekomen voor de privérijders die protesteerden tegen de slechte omstandigheden en het lage startgeld. Daarop werden ze door de KNMV aangeklaagd en eind 1955 door de FIM veroordeeld. Daardoor was het kampioenschap van 1956 beslist: John Surtees had geen tegenstand en kon met zijn MV Agusta wereldkampioen winnen. Bovendien waren de Gilera's niet erg betrouwbaar: Duke viel vier keer uit en Armstrong twee keer. Reg Armstrong werd vijfde in het wereldkampioenschap. Aan het einde van het seizoen maakte Reg Armstrong bekend dat hij zijn racecarrière zou beëindigen om zich helemaal op zijn zaak te richten.

## Post-racecarrière
In 1962 kreeg Armstrong het verzoek van Honda om racemanager te worden. In dat jaar pakte Honda drie wereldtitels: 125 cc: Luigi Taveri, Honda RC 145, 250 cc: Jim Redman, Honda RC 163, 350 cc: Jim Redman, Honda RC 170. In 1963 volgden twee titels: Jim Redman won de 250 cc klasse met de Honda RC 163 en de 350 cc met de Honda RC 171. Hierna ging Armstrong zich helemaal op zijn eigen bedrijf richten. Hij werd de Ierse importeur voor Opel. In 1964 reed hij zonder succes enkele autoraces. Hij ging ook kleiduivenschieten en in 1978 vertegenwoordigde hij Ierland bij de wereldkampioenschappen in Korea.

## Overlijden
In op 24 november 1979 verongelukte Reg Armstrong bij een ongeluk onderweg naar zijn huis in Ashford. Hij kwam terug van een dag schieten, en op een heuvel bij het dorp Avoca (bekend van de televisieserie Ballykissangel) reed hij tegen een telefoonpaal. Hij was toen Iers importeur van NSU en Honda. 

## Grand Prix wegrace resultaten
puntensysteem 1949
| Plaats | 1  | 2 | 3 | 4 | 5 | Snelste ronde |
| Punten | 10 | 8 | 7 | 6 | 5 | 1             |

puntensysteem van 1950 tot 1968
| Plaats | 1 | 2 | 3 | 4 | 5 | 6 |
| Punten | 8 | 6 | 4 | 3 | 2 | 1 |

tot 1955 telden de vijf beste resultaten
(In cursief aangeduide wedstrijden = snelste ronde)
| Jaar | Klasse | Team                 | 1       | 2     | 3      | 4     | 5     | 6     | 7     | 8     | 9     | Punten | Plaats | Overwinningen |
| ---- | ------ | -------------------- | ------- | ----- | ------ | ----- | ----- | ----- | ----- | ----- | ----- | ------ | ------ | ------------- |
| 1949 | 350 cc | AJS 7R               | IOM -   | ZWI 6 | NED 5  | BEL 5 | ULS 3 | NAT 6 |       |       |       | 18     | 2e     | 0             |
| 1949 | 500 cc | AJS E90              | IOM 7   | ZWI - | NED -  | BEL - | ULS - | NAT - |       |       |       | 0      | -      | 0             |
| 1950 | 350 cc | Velocette KTT Mk III | IOM DNF | BEL - | NED 5  | ZWI 4 | ULS 2 | NAT - |       |       |       | 11     | 5e     | 0             |
| 1950 | 500 cc | Velocette MSS        | IOM 6   | BEL - | NED -  | ZWI - | ULS - | NAT - |       |       |       | 1      | -      | 0             |
| 1951 | 350 cc | AJS 7R               | SPA -   | ZWI 3 | IOM 23 | BEL - | NED - | FRA 5 | ULS 4 | NAT 5 |       | 11     | 7e     | 0             |
| 1951 | 500 cc | AJS E90              | SPA -   | ZWI 2 | IOM NC | BEL 4 | NED - | FRA - | ULS - | NAT - |       | 9      | 6e     | 0             |
| 1952 | 350 cc | Norton 40M           | ZWI 3   | IOM 2 | NED 4  | BEL 3 | BRD 1 | ULS 2 | NAT - |       |       | 24     | 2e     | 1             |
| 1952 | 500 cc | Norton 30M           | ZWI -   | IOM 1 | NED 4  | BEL - | BRD 1 | ULS - | NAT 6 | SPA 5 |       | 22     | 3e     | 2             |
| 1953 | 125 cc | NSU Rennfox          | IOM -   | NED - |        | BRD - |       | ULS 3 |       | NAT - | SPA - | 4      | 9e     | 0             |
| 1953 | 250 cc | NSU Rennmax          | IOM -   | NED 3 |        | BRD - |       | ULS 1 | ZWI 1 | NAT 4 | SPA - | 23     | 2e     | 2             |
| 1953 | 500 cc | Gilera 500 4C        | IOM 3   | NED 2 | BEL 3  |       | FRA 2 | ULS 4 | ZWI 3 | NAT 4 | SPA - | 24     | 2e     | 0             |
| 1954 | 250 cc | NSU Rennmax          | FRA -   | IOM 3 | ULS -  |       | NED - | BRD - | ZWI - | NAT - |       | 4      | 9e     | 0             |
| 1954 | 500 cc | Gilera 500 4C        | FRA -   | IOM 4 | ULS -  | BEL - | NED - | BRD 3 | ZWI 3 | NAT 5 | SPA - | 13     | 5e     | 0             |
| 1955 | 500 cc | Gilera 500 4C        | SPA 1   | FRA 3 | IOM 2  | BRD - | BEL - | NED 2 | ULS - | NAT 2 |       | 30     | 2e     | 1             |
| 1956 | 500 cc | Gilera 500 4C        | IOM -   | NED - | BEL -  | BRD 1 | ULS - | NAT 4 |       |       |       | 11     | 5e     | 1             |